# Boʻka (huyện)
Boʻka là một huyện của tỉnh Toshkent ở Uzbekistan. Huyện lị nằm ở thành phố Boʻka. Nơi này có diện tích 590 km2 (230 dặm vuông Anh), dân số năm 2021 là 127.500 người. Huyện bao gồm một thành phố (Boʻka) và 8 cộng đồng nông thôn (Iftixor, Qoraqoʻyli, Turon, Koʻkorol, Qoʻshtepa, Namuna, Rovot, Chigʻatoy).